# Álvaro Carpe
Álvaro Carpe Ruiz, né le 5 juin 2007 à Murcie, est un pilote moto espagnol qui évolue avec le team Red Bull KTM Ajo en Championnat du monde Moto3. Il a notamment remporté la Red Bull MotoGP Rookies Cup et le Championnat du monde JuniorGP, tous deux en 2024.

## Biographie
Álvaro Carpe est le fils d’Antonio Carpe, amateur de motocyclisme, et d’une mère dont l’identité publique n’est pas connue. Il n’a pas encore de surnom officiellement établi dans le paddock, bien qu’il soit parfois présenté comme l’un des espoirs de la région de Murcie. Il a un frère aîné, Antonio Carpe, qui a débuté la minimoto avant lui et a joué un rôle déclencheur dans sa passion pour la course.

### Débuts
Très jeune, Álvaro Carpe a été profondément inspiré par son grand frère aîné, Antonio, qui roulait déjà en minimotos. À l’âge de quatre ans, il insiste pour essayer à son tour malgré les réticences de son père et finit par débuter sur une minimoto d’initiation. Il effectue ses premiers tours de roue dans sa pedanía natale d’El Esparragal (Murcie), et dispute sa première course officielle à l’âge de six ans dans des compétitions locales.
Ensuite, il intègre la structure de formation Cuna de Campeones sur le circuit Ricardo Tormo à Valence, avant de rejoindre les championnats European Talent Cup et FIM JuniorGP, puis la Red Bull Rookies Cup, où il monte en puissance jusqu’à remporter les deux titres en 2024.

## Carrière

### Début de carrière
Álvaro Carpe a fait ses débuts en JuniorGP en 2022 avec l'équipe STV-MT Helmets-MSI sur une KTM. Mais en raison de son âge, il n'a pas pu participer aux trois premières courses du championnat. Il a terminé 31e sans marquer de points.
En 2023, Álvaro Carpe était devenu l'un des meilleurs pilotes du JuniorGP. Il a couru pour l'équipe Laglisse Academy, montant sur le podium à quatre reprises et terminant troisième du championnat derrière Ángel Piqueras et Luca Lunetta. Il a également fait ses débuts en Red Bull Rookies Cup la même année, terminant deuxième avec deux victoires derrière Piqueras.
En 2024, Carpe a participé aux deux championnats, il étatit le favori après ses résultats de l'année précédente, et il n'a pas déçu en remportant les deux titres. Il avait remporté trois courses en JuniorGP et quatre en Red Bull Rookies Cup,. Sans oublier que la même année, il a fait ses débuts en Grand Prix moto en catégorie Moto3 avec une wildcard au Grand Prix Solidarité de Barcelone,.

### Championnat du monde Moto3
Suite à son parcours impressionnant, il rejoint le Championnat du monde Moto3 à temps plein, en signant avec Red Bull KTM Ajo en 2025,.

## Statistiques de carrière

### European Talent Cup

#### Courses par année
Légendes : 
Les courses en gras indiquent la pole position.
Les courses en italique indiquent le tour le plus rapide.
| Années | Moto  | 1       | 2       | 3       | 4      | 5       | 6     | 7     | 8      | 9     | 10      | 11      | 12    | Pos  | Pts |
| ------ | ----- | ------- | ------- | ------- | ------ | ------- | ----- | ----- | ------ | ----- | ------- | ------- | ----- | ---- | --- |
| 2020   | Honda | HNE 8   | HNE Ret | ALG 10  | JER 10 | JER Ret | JER 9 | ARA 2 | ARA 13 | ARA 8 | VAL 6   | VAL 8   |       | 9e   | 76  |
| 2021   | Honda | HNE Ret | HNE 8   | VAL Ret | VAL 1  | CHAT 4  | PAR 8 | ARA 7 | ARA C  | JER 9 | JER Ret | VAL Ret | VAL 1 | 5ème | 95  |

### Championnat du monde FIM JuniorGP

#### Courses par année
Légendes : 
Les courses en gras indiquent la pole position.
Les courses en italique indiquent le tour le plus rapide.
| Année | Moto      | 1       | 2       | 3     | 4       | 5       | 6      | 7      | 8       | 9        | 10     | 11      | 12     | Pos              | Pts |
| ----- | --------- | ------- | ------- | ----- | ------- | ------- | ------ | ------ | ------- | -------- | ------ | ------- | ------ | ---------------- | --- |
| 2022  | KTM       | HNE     | VAL     | VAL   | CHAT 23 | CHAT 18 | JER 19 | JER 16 | PAR Ret | RSM DNS  | ARA 16 | VAL 16  | VAL 16 | Caroline du Nord | 0   |
| 2023  | Husqvarna | HNE DSQ | VAL 10  | VAL 3 | JER 2   | JER 2   | PAR 5  | PAR 4  | CHAT 7  | CHAT Ret | ARA 5  | VAL 2   | VAL 5  | 3ème             | 137 |
| 2024  | Husqvarna | RSM 6   | RSM Ret | HNE 9 | CHAT 9  | CHAT 1  | PAR 1  | PAR 3  | JER 3   | JER 3    | ARA 1  | HNE Ret | HNE 6  | 1er              | 157 |

### Red Bull MotoGP Rookies Cup

#### Courses par année
Légendes : 
Les courses en gras indiquent la pole position.
Les courses en italique indiquent le tour le plus rapide.
| Année | 1      | 2      | 3      | 4      | 5       | 6        | 7      | 8      | 9      | 10     | 11     | 12     | 13     | 14     | Pos | Pts |
| ----- | ------ | ------ | ------ | ------ | ------- | -------- | ------ | ------ | ------ | ------ | ------ | ------ | ------ | ------ | --- | --- |
| 2023  | ALG1 2 | ALG2 6 | JER1 4 | JER2 3 | LMS1 6  | LMS2 Ret | MUG1 6 | MUG2 8 | ASS1 2 | ASS2 6 | RBR1 1 | RBR2 2 | MIS2 1 | MIS2 3 | 2e  | 203 |
| 2024  | JER 4  | JER 1  | LMS 3  | LMS 5  | TASSE 3 | TASSE 3  | CUL 6  | CUL 2  | RBR 1  | RBR 1  | ARA 1  | ARA 16 | RSM 6  | RSM 2  | 1er | 232 |

### Grand Prix de moto

#### Par saison
| Saison | Classe | Moto  | Équipe           | Course | Gagner | Podium | Pôle | Rabat | Pts  | Plcd   |
| ------ | ------ | ----- | ---------------- | ------ | ------ | ------ | ---- | ----- | ---- | ------ |
| 2024   | Moto3  | KTM   | Red Bull KTM Ajo | 1      | 0      | 0      | 0    | 0     | 0    | 30e    |
| 2025   | Moto3  | KTM   | Red Bull KTM Ajo | 12     | 0      | 3      | 1    | 1     | 133* | 3ème * |
| Total  | Total  | Total | Total            | 13     | 0      | 3      | 1    | 1     | 133  |        |

#### Par classe
| Classe | Saisons      | 1er GP          | 1er Pod        | 1ère victoire | Course | Gagner | Podiums | Pôle | Rabat | Pts | WChmp |
| ------ | ------------ | --------------- | -------------- | ------------- | ------ | ------ | ------- | ---- | ----- | --- | ----- |
| Moto3  | 2024–présent | Solidarité 2024 | 2025 Thaïlande |               | 13     | 0      | 3       | 1    | 1     | 133 | 0     |
| Total  | 2024–présent | 2024–présent    | 2024–présent   | 2024–présent  | 13     | 0      | 3       | 1    | 1     | 133 | 0     |

#### Courses par année
Légendes : 
Les courses en gras indiquent la pole position.
Les courses en italique indiquent le tour le plus rapide.
| Année | Classe | Moto | 1     | 2      | 3     | 4      | 5     | 6     | 7     | 8     | 9         | 10    | 11          | 12                    | 13  | 14  | 15   | 16    | 17        | 18  | 19        | 20     | 21  | 22  | Pos   | Pts  |
| ----- | ------ | ---- | ----- | ------ | ----- | ------ | ----- | ----- | ----- | ----- | --------- | ----- | ----------- | --------------------- | --- | --- | ---- | ----- | --------- | --- | --------- | ------ | --- | --- | ----- | ---- |
| 2024  | Moto3  | KTM  | QAT   | PAR    | AME   | SPA    | FRA   | CHAT  | ITA   | NED   | ALLEMAGNE | GBR   | AUT         | ARA                   | RSM | EMI | INA  | Japon | Australie | THA | MAL       | SLD 19 |     |     | 30e   | 0    |
| 2025  | Moto3  | KTM  | THA 2 | ARG NC | AME 6 | QAT 11 | SPA 8 | FRA 4 | GBR 4 | ARA 3 | ITA 2     | NED 4 | ALLEMAGNE 5 | République tchèque 12 | AUT | HUN | CHAT | RSM   | Japon     | INA | Australie | MAL    | PAR | VAL | 3ème* | 133* |

* Attention : la saison 2025 est toujours en cours